# Gnidia sonderiana
Gnidia sonderiana är en tibastväxtart som beskrevs av Carl Daniel Friedrich Meisner. Gnidia sonderiana ingår i släktet Gnidia och familjen tibastväxter. Inga underarter finns listade i Catalogue of Life.